# Franciska
A Franciska latin eredetű női név, a latin Franciscus (Ferenc) név női párja.

## Rokon nevek
- Fanni:[1] a Franciska angol, és a Stefánia német becenevéből önállósult.[3]
- Fáni:[1] a Franciska és a Stefánia magyar becenevéből önállósult.[3]
- Franni:[1] a Franciska rövid alakváltozata.

## Gyakorisága
Az 1990-es években a Franciska ritka, a Fanni igen gyakori, a Fáni és a Franni szórványos név volt, a 2000-es években a Fanni a 4-17. leggyakoribb női név, a Franciska, Fáni és a Franni nem szerepel az első százban.

## Névnapok
Franciska
- március 9.[2]
- augusztus 21.[2]
- december 12.[2]

## Híres névviselők
Franciska
- Grassalkovich Franciska, Grassalkovich Antal első lánya
- Wechselmann Franciska (más néven Vidor Ferike)

Francesca
- Francesca Caccini olasz barokk zeneszerző, költő
- Francesca Schiavone olasz teniszezőnő
- Francesca Woodman amerikai fotóművész